# Gangtuo
Gangtuo (kinesiska: 岗托, 岗托镇) är en köping i Kina. Den ligger i den autonoma regionen Tibet, i den sydvästra delen av landet, omkring 750 kilometer öster om regionhuvudstaden Lhasa. Antalet invånare är 3 484. Befolkningen består av 1 716 kvinnor och 1 768 män. Barn under 15 år utgör 25,0 %, vuxna 15-64 år 67 %, och äldre över 65 år 7,0 %.
Genomsnittlig årsnederbörd är 894 millimeter. Den regnigaste månaden är juli, med i genomsnitt 196 mm nederbörd, och den torraste är december, med 3 mm nederbörd.